# Schizobrachiella convergens
Schizobrachiella convergens är en mossdjursart som beskrevs av Harmer 1957. Schizobrachiella convergens ingår i släktet Schizobrachiella och familjen Schizoporellidae. Inga underarter finns listade i Catalogue of Life.